# 神京・京宝特急
神京・京宝特急（しんけい・けいほうとっきゅう）は、かつて阪急電鉄の前身である京阪神急行電鉄において運転された特急列車の通称である。前者は1949年（昭和24年）12月から1951年（昭和26年）10月にかけて神戸・京都両線を直通して神戸 - 京都間に運転された。後者は1950年（昭和25年）3月から1968年（昭和43年）2月にかけて京都・神戸・今津の各線を経由して京都 - 宝塚間に運転され、「歌劇号」の別称があったことも知られている。

## 京阪との戦時統合と分離
現在の阪急京都本線は、京阪電気鉄道を母体とする新京阪鉄道（以下、新京阪）が建設したものであり、神宝線（阪急宝塚本線・阪急神戸本線系統の総称）とはその成立を異にしている。新京阪は大阪への乗り入れに際し、十三駅 - 千里山駅間（現在の京都本線十三駅 - 淡路駅間と阪急千里線淡路駅 - 千里山駅間）を営業していた北大阪電気鉄道を買収した。その結果、北大阪電気鉄道が取得していた免許を利用して天神橋駅（現在の天神橋筋六丁目駅）まで路線を伸ばす一方、十三で阪急線と接点を持つことになった。1930年に新京阪は親会社の京阪電気鉄道に合併されて同社の新京阪線となるが、1934年（昭和9年）10月には淡路で分離された急行列車が十三まで乗り入れるようになり、1938年（昭和13年）10月からの中断を経て1941年（昭和16年）11月には特急として復活する。当時、神戸線の特急は十三を通過していたが、新京阪線の特急・急行に接続する特急のみ十三に停車させて連絡を図った。
日中戦争勃発の翌年である1938年には、国家総動員法の公布と同時に、鉄道・バス事業者の統制と統合を図る陸上交通事業調整法が公布された。これを受けて、1943年（昭和18年）には阪急と京阪が合併し「京阪神急行電鉄」が発足した。これにより、神戸線と新京阪線が同じ鉄道事業者の路線となった。
終戦後、電鉄各社が戦時合併を解く中、京阪神急行も旧・京阪各線を分離することとなったが、日本国有鉄道も加わった協議の結果、京阪神地域の将来を見据え、淀川を境として左岸エリアの旧京阪各線と右岸エリアの旧阪急及び新京阪線に分割することが最適との結論に達し、京阪が心血を注いで建設したインターアーバンである新京阪線は阪急側に残ることとなった。

## 運転開始
神戸 - 京都間の直通特急の運転構想は、京阪との分離交渉と並行して進められていた。直接の経緯は1948年（昭和23年）末に神戸港に入港した外国人観光客が阪急に対して神戸 - 京都間の直通列車の運転を要望したことに始まる。
しかし、新京阪線が1928年（昭和3年）に1500Vに昇圧されていたのに対して、神宝線は未だ600Vのままであり、なおかつ京都線所属の100形では車体寸法が大きすぎて神戸線への入線が不可能だった。そこで、当時神戸線最新鋭の700系のうち、702-752と703-753の2編成を複電圧車に改造して直通運用に充当することとなった。改造工事は1949年11月中に完了し、11月29日から12月1日の3日間にわたって神戸 - 京都、十三 - 梅田、西宮北口 - 宝塚の各区間において試運転が実施された。なお、753のみ試運転期間中はサロンルーム的な車内に改造し、リクライニングシートなどを配置していたが、営業開始前に元のロングシートに戻された。試運転中に大きな問題が発生しなかったことから、京阪分離直後の1949年12月3日から、中央貫通扉に翼をモチーフとした「特急」のヘッドマーク、左右の前面窓の下にそれぞれ「神戸」「京都」と書かれた円形の運行標識板を掲げて、平日3往復、日曜祝日3.5往復で西宮北口・十三・高槻市・西院の各駅に停車して神戸 - 京都間を所要時間70分で走る直通特急の運転を開始した。神戸線では同年4月に特急運転が復活していたが、京都線ではこの列車が戦後初の特急運転となった。乗務員は神戸線所属の乗務員が京都まで担当し、十三で電圧転換を行った。表定速度そのものは高くなかったが、比較的軽量な車体に170kW/hのSE-151モーターを700形、750形に各2基搭載していたことから、1500Vの京都線に入ると、瞬間的ながら高いスピードが出たという。

## 京宝特急の登場とイベントへの対応

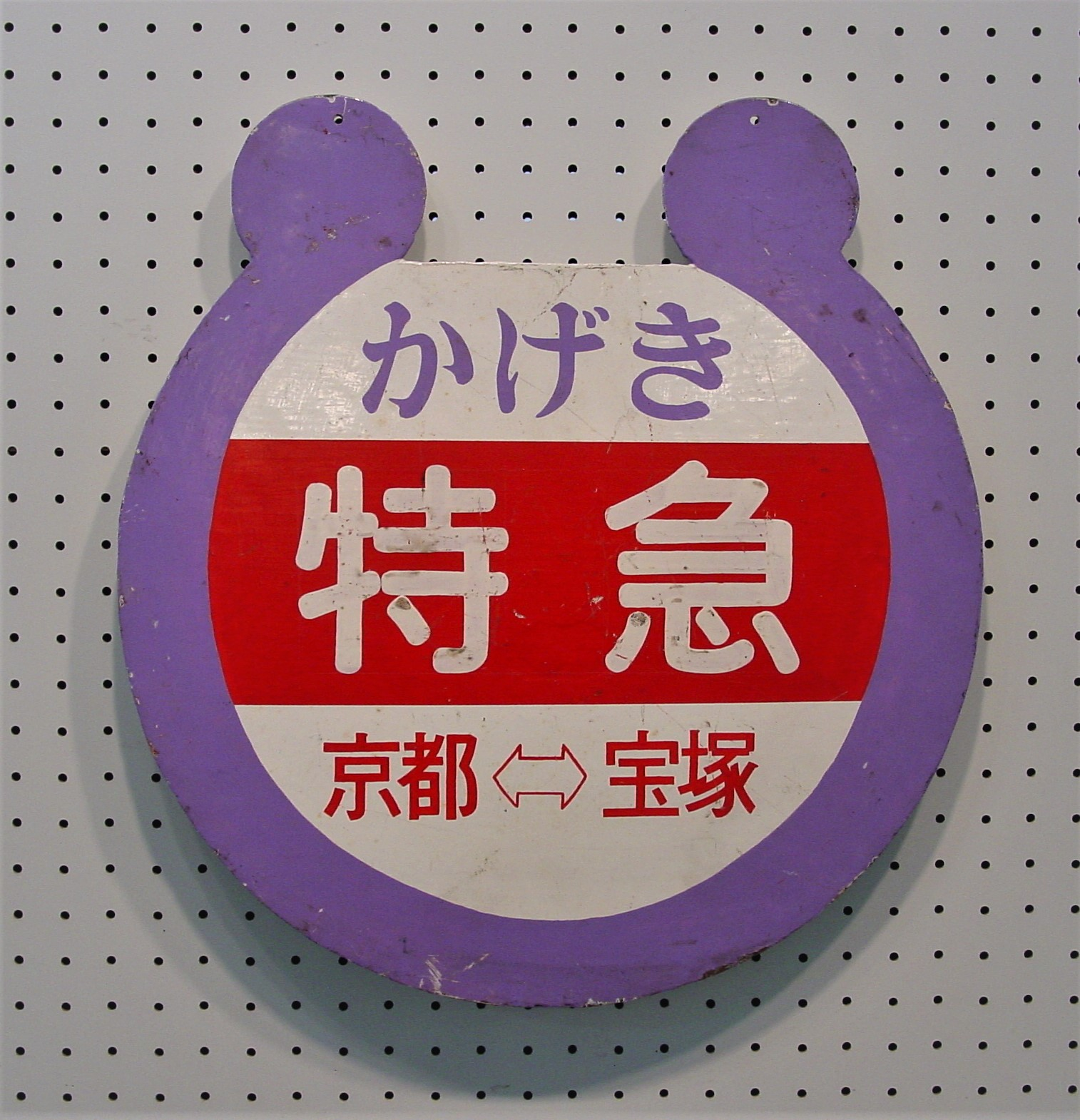
京宝特急の標識版

神京特急の運転開始から3か月過ぎて、春の観光シーズンを前にした1950年3月21日から、直通特急の第二弾として、京都から西宮北口駅経由で宝塚に向かう日曜祝日運転の不定期特急の運転を開始した。車両は800系の複電圧車両2編成である。運転本数は2往復で、停車駅は西院・高槻市・十三・西宮北口・宝塚南口の各駅と、競馬開催時の仁川駅、所要時間は京都行き72分、宝塚行き73分である。西宮北口では、神戸線下りホームに入線して客扱い後、一旦神戸側に引き揚げて神戸線上りホームに転線、西宮北口駅改良工事実施まであった神戸 - 宝塚方面への渡り線を通って今津線に入線した。その後、宝塚南口駅での利用者が少なかったことと、西宮北口構内の今津線 - 神戸線の短絡線を使用することになったことから、宝塚南口と京都行きの西宮北口については通過扱いとなった。このとき今津線経由となったのは宝塚線の規格向上工事前で、大型車の入線が不可能であったためである。

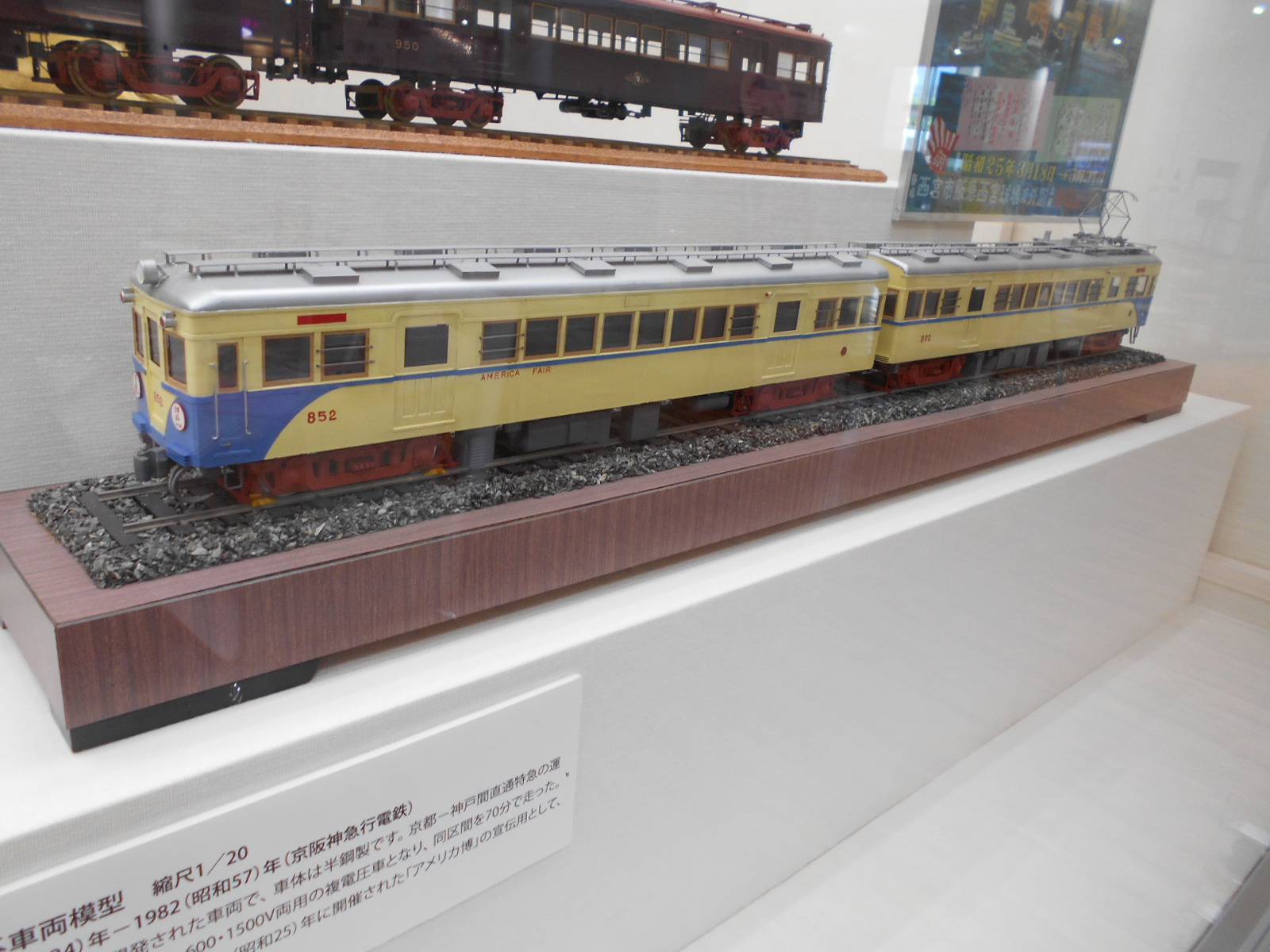
アメリカ博塗装となった800形802-852の模型。神京特急にも使用された。

同年4月には800系のうち複電圧車両2編成が、阪急西宮球場周辺で開催されたアメリカ博覧会の宣伝用に、レモンイエロー+コバルトブルーの塗装に変更され、開催期間中はそのまま使用された。同時に王子公園で神戸博覧会が開催されたこともあり、直通特急を平日4往復、日曜祝日6往復に増発するとともに、一部の列車は西灘・桂の両駅にも停車した。複電圧車両は神京、京宝の両直通特急以外にも日曜祝日には神戸 - 宝塚間の直通普通の運用にも充当され、予備車両なしのフル稼働状態となったことから、京宝特急については1往復に削減された。同年6月12日にアメリカ博覧会が閉幕すると、神京特急は平日3往復、日曜祝日4往復に削減された。ただし、京宝特急は1往復のままであった。特別塗装ももとのマルーンに戻された。

## スピードアップと新車の投入
1950年に入ると戦後の復興も一段落したことから同年10月1日に阪急全線のダイヤ改正を実施、神京特急は神戸線内のスピードアップと京阪間をノンストップ運転としたことから65分にスピードアップ、京宝特急も京都行き64分、宝塚行き67分にスピードアップされた。運転本数も変更されることとなり、神京特急は平日・日曜祝日とも4往復に揃えられたが、京宝特急は従来同様日曜祝日のみの1往復運転であった。京阪間ノンストップ運転は長くは続かず、翌1951年4月以降は高槻市駅にも再び停車するようになった。
また、この頃になると車両面においても大きな変化が見られるようになった。日常的に神戸 - 京都間の直通列車が走るようになると、神戸・京都の両線だけでなく、近い将来に予定されていた宝塚線の規格向上工事完成後に同線に入線できる車両の規格づくりが行われた。具体的には100形の全長と800系の車体幅を持ち合わせた阪急標準車体寸法を設定し、それに準拠した車両を製造することとなって、同年末までに神宝線向けの810系と京都線向けの710系が複電圧装置を搭載して、扉間固定式クロスシートの優等列車向け車両として登場、1951年1月から810系が神京・京宝特急に充当されることになり、800系の運用は消滅、802-852は810系の予備車として1955年（昭和30年）末まで複電圧車両のまま残されたが、803-853は直通運用離脱直後の同年4月に600V専用車に復元された。一方、710系は運用開始当初神戸線への直通運用はなかったことから、京都線の急行を中心に運用された。

## 神京特急の運転休止
こうして走り始めた神京特急であったが、神戸・京都両線とも既存の優等列車の間に挟まって走っていたために本数が少なかったことなどから、利用者が十三で入れ替わることとなってしまい、当初想定していたより直通客の需要を掘り起こすことができなかった。
そのさなかの1951年10月、電力事情が悪化したことから利用率の低い列車の運休や編成両数の削減が実施されることとなった。神京特急もその対象となり、同年10月10日をもって運転が休止されることとなった。しかしながら、京宝特急は日曜・祝日に1往復のみの運転であったことから削減対象とならず、その後も運転されることとなった。

## その後の京宝特急
1952年（昭和27年）1月からは、京宝特急の運用を運用合理化のため京都線側に移管、810系に代わって710系が充当されることとなり、これによって810系の複電圧車両グループは定期での京都線乗り入れ運用がなくなった。乗務員もまた、京都線の乗務員が宝塚まで入線することとなった。京宝特急の宝塚到着後、回送で西宮車庫に入庫する際は往路の逆コースをたどって西宮北口駅神戸線上りホームから西宮車庫に入庫、出庫して宝塚に回送される際はこのコースの逆で今津線に入線、京都線帰還時に編成の向きが逆にならないように注意を払った。ただし、1954年（昭和29年）10月10日から12月19日にかけて実施された西宮北口駅構内配線改良工事の際には、京宝特急は規格向上工事が完成した宝塚線経由で運転され、その運用には810系と複電圧車両の予備車である802-852が充当されている。これが、宝塚線で特急が運転された初の事例である。
京宝特急は1963年（昭和38年）6月17日の大宮駅 - 河原町駅間延伸以降は運転区間を河原町 - 宝塚間に変更し、西宮車庫で行っていた折り返し待機を正雀車庫に変更、710系も2800系の就役に伴って1965年（昭和40年）以降はロングシート化されたが、京都側を朝出発、宝塚を夕方出発というダイヤで走り続けた。1967年（昭和42年）10月8日には長年の懸案であった神戸線の架線電圧1500Vへの昇圧が完成、神戸・京都両線の直通運転の大きな障害が除去されたが、京宝特急は神戸高速鉄道開業を前にした1968年2月25日の運転を最後に廃止された。

## 事実上の復活から現在まで
長らく貸切列車以外では休止していた直通列車だったが、2008年（平成20年）秋、嵐山への観光客誘致キャンペーンの一環として11月17日から21日にかけて西宮北口 - 嵐山間を直通する臨時列車が、平日指定日の1日1往復のみ運行された。
京都市内側のターミナルが「洛中」に位置する河原町から嵐山に変更されたが、嵐山はいわゆる「洛外」地域ではあるものの、同地区も京都市内に位置しているため、40年ぶりに事実上の京都市内直通の復活となった。
なお、発着地が河原町ではなく嵐山となったことから、それまでの神京・京宝特急との区別のために「神嵐・嵐宝特急」（しんらん・らんほうとっきゅう）と称すこともある。
これ以降、2009年（平成21年）春の観光シーズンでは川西能勢口駅・豊中駅・西宮北口駅・高速神戸駅の各駅から嵐山に向けた臨時列車が1日1往復運転されたほか、2010年（平成22年）3月14日の京都線ダイヤ改正時からは列車種別が『臨時』から『直通特急』に名前を変えて運行されるようになった。ただ、徐々に運行本数は縮小され、2019年時点では「京とれいん 雅洛」を使用した西宮北口駅発着のみの運行となり、2020年以降は新型コロナウイルス感染拡大に伴う緊急事態宣言発令の影響や利用状況を踏まえ、運行を取り止めており、そのまま再開されていない。

### 直通運転への動き
『京阪神急行電鉄五十年史』では、「神戸 - 京都間特急列車運転開始」の項の末尾で、「元来、京都線と神戸線とは一体化する自然的条件を具えており、将来、両線の施設に大きな変革を与える端緒となることと考えられる。」と記しており、その前段では神京特急の運転休止後も京都線から西宮球場への野球観戦列車や阪神競馬場最寄り駅である仁川への臨時列車の運転の可能性を検討している記述がある。しかしながら各線とも輸送力増強に追われてしまい、このような臨時列車を運転する機会が生じなかった。数少ない事例としては、大阪万博開催時に神戸・宝塚両線から千里線に直通する臨時列車が運転された事例である。ただし、これらの列車は団体客優先で、一般乗客の利用は限られたものであった。